# Ruben Blades y Son del Solar...Live!
Rubén Blades y Son del Solar...Live! o también conocido como Live! es el tercer álbum en vivo de Rubén Blades y el primero con la banda Son Del Solar lanzado el 6 de marzo de 1990. Para WEA International Inc. y Elektra Records . El álbum contiene todas las canciones destacadas de los álbumes de Blades desde 1984 (con Buscando América ) hasta 1988 (con Antecedente ), con canciones como Decisiones (Live), El Padre Antonio (Live) y también incluye su éxito del 78 Pedro Navaja (Live). Una canción que no estuvo en su estancia en Elektra pero sí en su época con Fania Records en su disco Siembra de 1978.

## Fondo
Tras grabar su curioso álbum en inglés Nothing But the Truth en 1988, Blades se despidió de Elektra para irse a Sony Music hasta 2002 con su disco de estudio Mundo.

## Grabaciones y Canciones
Blades quiso grabar este disco con Son Del Solar para darle un toque de excentricidad, tomando también de Gabriel García Márquez el tema Cuentas Del Alma, Ojos De Perro azul que estaba incluido en su disco Crossover Dreams. También incluyó su éxito en Elektra Decisiones y Pedro Navaja . También reescribió la canción Muévete originalmente grabada por Los Van Van .

## Canciones
Todas las canciones de Live! están escritas y compuestas por Rubén Blades excepto Muévete escrita y grabada originalmente por Juan Formell y Los Van Van . Esta lista de canciones ha sido adaptada de AllMusic .

Todas las canciones escritas y compuestas por Rubén Blades. 
| N.º | Título                      | Duración |  |
| 3.  | «Todos Vuelven (Live)»      |          |  |
| 16. | «El Padre Antonio (Live)»   |          |  |
| 17. | «Ojos de Perro Azul (Live)» |          |  |
| 18. | «Decisiones (Live)»         |          |  |

## Músicos
Obtenido de Jazz en la Web:
Óscar Hernández : Piano
Mike Viñas: Bajo
Ralph Irizarry : timbales
Edwin "Eddy" Montalvo: Congas
Arturo Ortiz: Sintetizadores
Robby Ameen : Batería
Roger Paiz: Bongós
Marc Quiñones : Congas
Ángel "Papo" Vásquez, Reynaldo Jorge, Leopoldo Pineda: Trombones

## Personal
Obtenido y adaptado de Discogs :
- Dirección de arte : Carol Bobolts
- Compuesta por – César Miró * (Pistas: 5), Rubén Blades* (Pistas: 1 a 4, 6 a 9)
- Ingeniero – Jerry Salomón
- Voz principal : Rubén Blades
- Mezclado por – Jon Fausty
- Fotografía por – Frank W. Ockenfels III
- Escrito -Por [Letra y música originales] – Juan Formell (Pistas: 9)